# Armen Grigorian (artiste)
Pour les articles homonymes, voir Grigorian.
Armen Sergueïevitch Grigorian (en russe Армен Сергеевич Григорян) est un auteur, compositeur, guitariste et chanteur arménien né le 24 novembre 1960 à Moscou. Il est le fondateur du groupe de rock Krematorii (Crématorium). Il est l'auteur de Tanja, Kondratiï, Katmandou, 2001 et d'autres hits.

## Biographie
Armen Grigorian nait à Moscou dans une famille arménienne, fils de Sergueï Aristakesovitch Grigorian et de son épouse Aïda Mikhaïlovna Tunian. Dans son enfance il se passionne pour le football et sera à trois reprises champion de la compétition Kojany miatch (Кожаный мяч) du raïon de Léningrad de la municipalité de Moscou. Scolarisé à l'école no 167, il a pour camarade de classe entre autres Sergueï Golovkine, un tueur en série connu sous le surnom de Fischer. Grigorian fonde son premier groupe rock, appelé Taches noires, en 1974.
En 1977, il réussit l'examen d'entrée de l'Institut d'aviation de Moscou. Ici, avec ses camarades d'études, Evgueni Khomiakov et Alexandre Sevastianov, il fonde le groupe Pression atmosphérique.
Le groupe Krematorii voit le jour en 1983. Les musiciens se produisent d'abord lors des concerts organisés à domicile des amis et passionnés qui s'invitent les uns chez les autres, dit les "kvartirniks" (du russe квартира - appartement). Le groupe gagne en popularité après la sortie de son troisième album Monde illusoire (Иллюзорный Мир) en 1986. A cette époque également il reçoit le Grand prix du festival de rock de Moscou organisé par le Laboratoire rock, organisation non gouvernementale qui existait à Moscou en 1986-1992.
En 1994, Grigorian avec son groupe apparait dans le drame musical Tatsou réalisé par Viatcheslav Lagounov.
En 2004, le musicien dévoile son autre talent, son autre passion, la peinture. Sa première exposition appelée Katmandou se tient dans la Maison centrale des artistes de Moscou et présente une vingtaine de peintures qui représentent principalement le néo-primitivisme.
En 2008, Grigorian tient un rôle dans le mélodrame de Vera Iakovenko Comment trouver son idéal ? (Как найти идеал?).

## Discographie solo
- 2006 : Armen Grigorian et le Troisième Ange - Kitaiskij Tank